# ترانه انقلابی

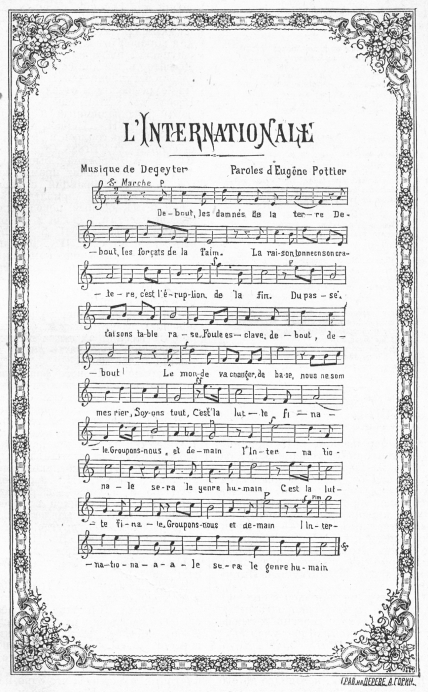
نمایی از اولین چاپ نسخهٔ فرانسوی ترانهٔ انقلابی انترناسیونال، (موزه انستیتو مارکس و انگلس در مسکو) - ۱۸۸۸ / این ترانه سرود جهانی و همبستگی طبقه کارگر در سراسر جهان است.

ترانه انقلابی (انگلیسی: Revolutionary song)، ترانه‌های سیاسی هستند که از انقلاب‌های اجتماعی حمایت می‌کنند. آنها برای روحیه بخشیدن و همچنین برای تبلیغات سیاسی یا تشویق جامعه مورد استفاده قرار می‌گیرند.
یکی از مشهورترین آهنگ‌های انقلابی عبارت است از: سرود ملی فرانسه به نام "La Marseillaise"

## هدف و تأثیرگذاری
ترانه و سرودهای انقلابی در جهت تشویق و روحیه بخشیدن به جامعه ای ست که خواهان تغییر و نظمی نو می‌باشد و امید و آرزوهای خود را در این ترانه‌ها بازمی‌یابد.
ترانه‌های انقلابی بخش قابل توجهی از تبلیغات سیاسی را تشکیل می‌دهند. متن این‌گونه ترانه‌ها اغلب به عنوان یک حرکت اعتراضی یا انقلابی در نظر گرفته می‌شود. این‌گونه ترانه‌ها برای همبستگی با جوامع سیاسی به‌وجود می‌آید.
متن این دسته از ترانه، بعضاً به‌طور خودجوش از دل جامعه جوشیده‌است و برخی هم توسط نویسندگان برجسته ای مانند برتولت برشت نوشته شده‌است. آهنگ‌های انقلابی اغلب یک دولت مشخصی را مورد هدف قرار می‌دهد.

## انقلاب فرانسه
در جریان انقلاب فرانسه ترانه‌های بسیاری در سال ۱۷۹۰ سروده شد؛ که عبارتند از: La Marseillaise, included Chant du départ, Carmagnole, Ah! ça ira, ça ira, ça ira

## انقلاب آمریکا
ترانه‌های انقلابی در جریان جنگ استقلال آمریکا عبارتند از: "Dying Redcoat", "Free America", "Poor Old Tory", "Jefferson and Liberty".

## انقلاب یونان
در جنگ پیروزمند یونان برای استقلال بین سالهای ۱۸۲۱ تا ۱۸۳۲، نه تنها ترانه‌های انقلابی خلق شد بلکه هنرهای بسیاری از کشورهای شرقی نیز در حمایت از این انقلاب پدیدار شد.

## اروپا
در اروپا پس از جنگ جهانی دوم، آهنگ‌های انقلابی در مدارس آموزش داده شد و در جشن‌ها و فعالیت‌های رسمی آواز خوانده می‌شد.